# Szalatnak
Szalatnak (németül: Salak sváb tájnyelven: Salack) község Baranya vármegyében, a Komlói járásban.

## Fekvése
Szalatnak az ország déli részén elterülő középmagasságú Mecsek hegység északi részén fekszik. Baranya vármegyében, Komlótól északra, Köblény és Kárász között fekvő település. Közúton csak Kárászon át lehet eljutni a településre, a 6541-es útból ott kiágazó 65 181-es számú mellékúton, Köblény ugyanis zsáktelepülés. Vasúton elérhető a Dombóvár–Bátaszék-vasútvonalon, amelynek egy megállási pontja van itt, Szalatnak megállóhely. A falu területének tengerszint feletti magassága 220-230 méter között ingadozik.

## Története
1325: Zalathna néven találni az első, már megbízhatónak tűnő említést a faluról. 12-13 házas település, amely nem éli túl a török időket. 1725. szeptember 29-én Szalatnakra települő németek megkötötték az első letelepedési szerződést Baranyában. Minden bizonnyal frankok voltak és húsz család épített húsz házat egy-két év alatt 1730–31-ben, ekkor már állt az első templom, fából. 1765-ben a falunak már volt pecsétnyomója. 1803-ra felszentelték az új katolikus templomot. 1828-ban 100 év elteltével 84 házban már 582-en laktak. 1842-re feljegyzések két tanítót és papot említenek. 1850 körül tűz pusztította el a fél falut. A 19. század második felétől kiépült az alsó és felső falu mellett a vasút utca is; 1870–72 között épül az „öregvasút”. 1910-re megépült az „öreghíd” mellett a vasúti „újhíd” és az új nyomvonal. 1930-ban négy ház leégett; 1866-ban 610 lakosa, 1910-ben 840 lakosa volt a községnek. 1914–18 között 80 katonát adott Szalatnak az országnak. 22 hősi halottnak ültettek gesztenyefát a templom köré. 1928-ban bevezették a villanyt. 1930-ra 944 lakos, közülük 539-en már tudtak magyarul. A legtöbben, 592-en a mezőgazdaságban dolgoztak, de 99-en a bányánál, 66-an a vasútnál keresték kenyerüket. 1929-33 között a gazdasági válság legjobban a szegényeket sújtotta. Az 1922–23- as kivándorlás után ismét sokan kénytelenek voltak útnak indulni, sokan Amerikába, néhányan Németországba. A II. világháborúban 200 bevonulója, 29 halottja volt a falunak. 1944. november végére a szovjetek bevonultak Szalatnakra. 1944. december 27-én 116-120 lány, asszony, gyermekét otthonhagyó szülő és férfiak marhavagonokban indultak kényszermunkára a Szovjetunióba. 19-en nem tértek vissza, a hazatértek közül is haltak még meg. 1945-ben az elhurcoltakkal együtt még 928 lakosa volt a falunak. 1946-ra 98 családtól elkobozták vagyonukat, illetve kilakoltatták őket. 1947-48 között 86 családot elűztek.  Két részben indították őket útnak marhavagonokban. Az első transzportot még Németország nyugati részében, a másodikat már csak keleten fogadták be. A háború után Szalatnak már nem a régi, új korszak kezdődött, megváltozott lakossággal, teljesen más feltételekkel. Az ezután hazatérő „málenkij robotosok” nem ismertek rá falujukra, házaikra, nem találták családjuk, rokonaik egy részét. Ebben az időszakban indult el a téeszesítés. Végül is a tsz. néhány év után életképtelennek bizonyult, beolvadt máshova. Sokan reménykedtek a forradalom sikerében, főleg a Szovjetunióból hazatértek bíztak a „ruszkikban”. A hatvanas években széles vásznú „mozit”, cukrászdát, kultúrházat, sőt egészségügyi fürdőt is kapott a falu. 1964 novemberében átadták a köves utat, amely a lakosok áldozatos munkájával készült és fontossága a villany érkezéséhez hasonlítható.

## A németek betelepítése
A német lakosok Szalatnakra körülbelül 1720-25 körül jöhettek be Frankóniából. Ez az évszám nem minden forrásmunkában azonos, de abban mindegyik megegyezik, hogy a betelepítés az 1720-as években történt. 1729-ben már biztosan lakták németek a falut, ugyanis Merényi Ferenc: „Dusosics Mátyás egyházlátogatása” című művében Szalatnak 1729. április 3-dikán kamarabirtokként és húsz német párral szerepel. Ennek részbeni bizonyítására szolgál az a sírkő is, amely még ma is megtalálható a temetőben, a következő felirattal: 1752 DEN I SEPDE MBER IST GESTORPEN HANS IERG RAUSH (1752. szeptember elsején halt meg Hans Ierg Raush) Már nehezebb bizonyítani azt, hogy a szalatnaki németek Frankóniából, vagy Elzász-Lotharingiából származnak. Garay Alajos (1964-67-ben Szalatnakon plébános, a költő Garay János testvére) szerint francia uralom alatt éltek, amit a pressaut, chagniert, passage, és mint írja még több szó is, amelyeket azonban nem jegyzett le, bizonyít. Ugyancsak ő írja, hogy még a XIX. század derekán is a köblényiek frankoknak csúfolták őket. 

## Munkaszolgálat és kitelepítés
Az egyik tényező: a Volksbunddal hitegetett német lakosság a háború szörnyűségei után nem mert és nem is tudott ismét úgy élni, hogy azzal a falu felvirágoztatását segítette volna elő. Hozzájárult ehhez, hogy 1944 karácsonya után egy 116 fős nőkből és férfiakból álló csoport 3-5 éves munkaszolgálatra indult a Szovjetunióba, közülük 19-en meghaltak. A felszabadulás helyett nekik tehát a munkaszolgálat és volt, akinek a halál jutott. 98 családot kimozdítottak ingatlanaikból. Nekik pedig el kellett hagyni szülőföldjüket, legtöbbjüknek hazájukat is. A bányász és vasutas családoknak többnyire megmaradt a lakásuk, ezek osztották meg otthonukat a kilakoltatottakkal, akik közül többet később ki is telepítettek. Kitelepítésre 86 család esetében került sor, mégpedig két csoportban. 1947 augusztusában egy csoportot a mai NSZK területére, majd 1948 májusában egy csoportot az NDK-ba telepítettek ki. Az üzemi dolgozók családjának kitelepítésére kevésbé került sor. A falu fejlődését gátló másik fontos tényező a sikertelen betelepítés. Az Ormánságból, Vajszló, Siklós és a Dráva menti községekből kb. 40 család, az Alföldről 11 család, néhány család Romániából és később Csehszlovákiából 25 család került a községbe. Az utóbbiak közül sokan beilleszkedtek a falu életébe és ma is polgárai a falunak. Az előzőek egy része viszont kezébe véve a falu irányítását, sok esetben barbár módon viselkedve az őslakossággal szemben, szinte teljesen szétzúzták a falu gazdaságát. 1950-től gazdaságilag tönkremenve a falu eddigi vezetői és azok cinkosai közül a legtöbben elhagyták a községet.  

## Öltözködés, népviselet
1950-ig a falu német lakossága, fiatalok, öregek egyaránt, népviseletben jártak. A nők öltözéke hétköznap a következő volt. A lábukon „pacskert” hordtak, amely színes gyapjúból készült és vászontalppal volt ellátva. Általában saját maguk kötötték. Eső esetén fából készült, néha felül a lábfejnél bőrrel vagy gumival ellátott „klumpát” (facipő) hordtak. A pacsker alatt térdig érő gyapjúból kötött harisnya volt. A szoknya mintás festett vászonból készült. A fiataloké kék-fehér, az öregeké fekete-sötétkék színű. A szoknya alatt három, vagy annál több (volt, aki hét) alsószoknyát hordtak, viszont nem volt alsónadrágjuk. A szoknya felett elmaradhatatlan volt, a fiataloknál a világos, az idősebbeknél pedig a sötétkék kötény. A tarka ing felett a fiataloknál színes, az idősebbeknél pedig fekete gyapjúmellény volt. A színes kartonból készült blúzt „Schluri”-nak, vagy „Tschurak”-nak nevezték. Jellemző volt a copfos haj, amelyet bóbitában fogtak össze, és színes fejkendővel takarták. A férfiak hétköznap szintén pacskerban és rövid vagy hosszú gyapjú-zokniban jártak. Ismeretes náluk még az ún. „Ackerpatschker” (szántópacsker), amely úgy néz ki, mint egy hosszúszárú gyapjú zokni, azzal a különbséggel, hogy vászontalpa van. Az öltönyt „zeig” cájgnadrág és ugyanebből az anyagból készült kabát, valamint mellény képezte. A mellény alatt tarka inget hordtak. Szükség esetén kalapot viseltek. Ünnepek alkalmával a nők a következőképpen öltöztek. Általában csak egy pár cipőjük volt, amit csak igen ritkán vettek fel, ehhez azonban feltétlenül fehér zoknit, illetve harisnyát húztak. Felsőszoknyát mindenféle színben, alkalomtól függően hordtak. A szoknyán kétsoros fekete „pantli” volt. A finom vászonból készült több fehér alsószoknyán csipkék voltak. Ugyancsak csipkés volt a színes kötény is, amelyen hátul masnit kötöttek. A fehér ing felett virágokkal mintázott kasmírgyapjúból készült piros és zöld színű mellényt hordtak. A blúz az ún. „Falteblus” (fodros blúz) olyan színű volt, mint a szoknya. A nyakukon gyönggyel díszített nyakláncot viseltek. A nagy virágokkal díszített bóbita és a jobb minőségű színes liszter kendő ugyancsak elmaradhatatlan volt. A férfiak ünnepnapokon magas szárú cipőt és fehér gyapjú zoknit viseltek. Az öltöny színe minden esetben sötét volt (fekete, sötétkék). A nadrág alatt minden alkalommal hosszú alsónadrágot viseltek. A szűk nadrágon hajtóka nem volt. Az ing fehér és keskeny, rövid a gallérja. A nyakig érő mellény jobb oldalán lenn óra volt, amelynek láncát átfűzték egy baloldali gomblyukon. A kabátot, hogy az óralánc látsszék, nem szokták begombolni. A nadrág szövete ugyanaz, mint a kabáté és hátul, a közepén vágás van. A fejükön sötét színű kalapot viseltek. Télen ez az öltözet még kiegészült a férfiaknál egy rövid télikabáttal, a nőknél pedig egy gyári készítésű kendővel.

## Nevezetességek

### Templom
Késő barokk stílusban 1803-ban épült római katolikus temploma, Szűz Mária szent nevének tiszteletére szentelték fel. A templom ünnepét minden évben szeptember 12-én tartják. Noha Szalatnak plébánia, oldallagosan a kárászi plébánia látja el a szolgálatot. A misék mellett egész évben lehetőség van a templomban az esküvők megtartására is. Főoltára rokokó, fa szószéke copf stílusú. A templom és az előtte elhelyezkedő park a szobrokkal és emlékművel védettség alatt áll. 1920-ban az első világháború hősi halottainak tiszteletére gesztenyefákat ültettek. A második világháború és elhurcolás áldozatairól az emlékmű mesél. 1989 szeptemberében harangszentelést tartottak a faluban.

### Sírkert
Az első világháborús sírkert a település kultúrtörténeti emléke eredeti fejfákkal megtekinthetők. A régi sváb temetőt a 2020 januárjában tisztították és tárták fel. Az első világháborús német nemzetiségi sírkert helyi védettséget kapott.

### Pincesor
A szőlészkedés már a XVIII. századi első katonai felmérés térképen is ábrázolásra került. Mára nem sok művelt szőlő maradt fenn, de a Kárászról bevezető út mentén a pincesor ezt a régi tájhasználatot megőrizte.

### Lámató
Egy LEADER pályázat segítségével került kialakításra a „Lámató Szalatnak” elnevezésű családias hangulatú, természet közeli szabadidőpark. Területe mindössze 5 hektár, halastóval, ladikkal, lámákkal és nagy zöld területtel. Egy igazi kicsi oázis, ami tárt kapukkal vár minden érdeklődőt. Az állatsimogató melletti 8 hektáros ökológiai területen őshonos szarvasmarhák legelnek.

## Közélete

### Polgármesterei
| Polgármester | Polgármester     | Polgármester |                                        |
| ------------ | ---------------- | ------------ | -------------------------------------- |
| 1990–1994    | Strigencz Vilmos | független    |                                        |
| 1994–1998    | Strigencz Vilmos | független    |                                        |
| 1998–2002    | Radics József    | független    |                                        |
| 2002–2006    | Radics József    | független    |                                        |
| 2006–2007    | Radics József    | független    | hivatalában elhunyt.                   |
| 2007–2010    | Bregó János      | független    | Időközi választás 2007. augusztus 26.  |
| 2010–2014    | Bregó János      | független    |                                        |
| 2014–2019    | Bregó János      | független    |                                        |
| 2019–2023    | Gulácsi Erika    | független    | a képviselő-testület feloszlatta magát |
| 2023–2024    | Radics Norbert   | független    | Időközi választás 2023. június 18.     |
| 2024–        | Radics Norbert   | független    |                                        |

A helyi önkormányzat címe: 7334 Szalatnak, Béke utca 3-5., telefonszáma: 06-72/231-333.

## A népesség alakulása
A helyi önkormányzat adatai szerint:
| Év   | Lakosok száma | Megjegyzés |
| ---- | ------------- | ---------- |
| 1944 | 928 fő        |            |
| 1990 | 540 fő        |            |
| 2002 | 454 fő        |            |
| 2006 | 420 fő        |            |

2001-ben a lakosság 8,4%-a volt német nemzetiségű.
A település népességének változása:
| Lakosok száma | 317  | 306  | 288  | 284  | 271  | 300  | 306  | 294  |
|               | 2013 | 2014 | 2015 | 2019 | 2021 | 2022 | 2023 | 2024 |

A 2011-es népszámlálás során a lakosok 60,9%-a magyarnak, 6,8% cigánynak, 20,8% németnek, 0,3% szlovénnek mondta magát (38,2% nem nyilatkozott; a kettős identitások miatt a végösszeg nagyobb lehet 100%-nál). A vallási megoszlás a következő volt: római katolikus 49,4%, református 5,3%, felekezeten kívüli 4,7% (39,8% nem nyilatkozott).
2022-ben a lakosság 84,7%-a vallotta magát magyarnak, 20,3% németnek, 10,3% cigánynak, 3,3% egyéb, nem hazai nemzetiségűnek (12% nem nyilatkozott; a kettős identitások miatt a végösszeg nagyobb lehet 100%-nál). Vallásuk szerint 25,7% volt római katolikus, 1,3% református, 0,7% egyéb katolikus, 44,7% felekezeten kívüli (27,7% nem válaszolt).

## Nevezetességei
- Római katolikus temploma barokk stílusban épült.
- I.Világháborús Sírkert forrás